# Athos-Aspis
Athos-Aspis település Franciaországban, Pyrénées-Atlantiques megyében. Lakosainak száma 211 fő (2022. január 1.). Athos-Aspis Abitain, Autevielle-Saint-Martin-Bideren, Oraàs és Sauveterre-de-Béarn községekkel határos.

## Népesség
A település népességének változása:
| Lakosok száma | 190  | 204  | 216  | 211  | 210  | 210  | 210  | 211  | 211  |
|               | 2013 | 2015 | 2016 | 2017 | 2018 | 2019 | 2020 | 2021 | 2022 |